# Magyarország az 1977-es fedett pályás atlétikai Európa-bajnokságon
Magyarország a spanyolországi Donostia-San Sebastián megrendezett 1977-es fedett pályás atlétikai Európa-bajnokság egyik részt vevő nemzete volt. Az ország a versenyen 10 sportolóval képviseltette magát.

## Érmesek
| Érem  | Versenyző     | Versenyszám | Dátum       |
| ----- | ------------- | ----------- | ----------- |
| Ezüst | Szabó Ildikó  | Távolugrás  | március 13. |
| Bronz | Sámuel Edit   | Magasugrás  | március 12. |
| Bronz | Zemen János   | 1500 m      | március 13. |
| Bronz | Szalma László | Távolugrás  | március 13. |

## Eredmények

### Férfi
| Versenyző    | Versenyszám | Előfutam | Előfutam | Előfutam | Elődöntő | Elődöntő | Elődöntő | Döntő   | Döntő    |
| Versenyző    | Versenyszám | Idő      | Hely.    | Össz.    | Idő      | Hely.    | Össz.    | Idő     | Helyezés |
| ------------ | ----------- | -------- | -------- | -------- | -------- | -------- | -------- | ------- | -------- |
| Zemen János  | 1500 m      | 3:43,3   | 1.       | 5.       |          |          |          | 3:46,6  |          |
| Hrenek János | 1500 m      | 3:48,3   | 9.       | 17.      |          |          |          | kiesett | kiesett  |
| Szántó Tamás | 1500 m      | 3:45,1   | 6.       | 11.      |          |          |          | kiesett | kiesett  |

| Versenyző     | Versenyszám | Selejtező | Selejtező | Döntő    | Döntő    |
| Versenyző     | Versenyszám | Eredmény  | Helyezés  | Eredmény | Helyezés |
| ------------- | ----------- | --------- | --------- | -------- | -------- |
| Major István  | Magasugrás  |           |           | 216 cm   | 13.      |
| Kelemen Endre | Magasugrás  |           |           | 216 cm   | 16.      |
| Szalma László | Távolugrás  |           |           | 778 cm   |          |

### Női
| Versenyző    | Versenyszám | Előfutam | Előfutam | Előfutam | Elődöntő | Elődöntő | Elődöntő | Döntő   | Döntő    |
| Versenyző    | Versenyszám | Idő      | Hely.    | Össz.    | Idő      | Hely.    | Össz.    | Idő     | Helyezés |
| ------------ | ----------- | -------- | -------- | -------- | -------- | -------- | -------- | ------- | -------- |
| Lipcsei Irén | 800 m       | 2:06,5   | 4.       | 10.      |          |          |          | kiesett | kiesett  |

| Versenyző    | Versenyszám | Selejtező | Selejtező | Döntő    | Döntő    |
| Versenyző    | Versenyszám | Eredmény  | Helyezés  | Eredmény | Helyezés |
| ------------ | ----------- | --------- | --------- | -------- | -------- |
| Sámuel Edit  | Magasugrás  |           |           | 186 cm   |          |
| Mátay Andrea | Magasugrás  |           |           | 186 cm   | 4.       |
| Rudolf Erika | Magasugrás  |           |           | 183 cm   | 5.       |
| Szabó Ildikó | Távolugrás  |           |           | 655 cm   |          |